# Guacara
Guacara é um município da Venezuela localizado no estado de CarabBBobo.
A capital do município é a cidade de Guacara.